# Dajana Lööf
Dajana Lööf, född 2 januari 1983, är en svensk artist och programledare. 
Lööf är född i Jugoslavien men adopterades till Sverige 1985 och växte upp i Arlöv. Hon deltog i Fame Factory 2003 och slutade på en 4:e plats. Sedan dess har hon varit programledare för bland annat TV4:s Nattöppet och i TV-programmet Lustgården, som slog tittarrekord, på TV3 2007 tillsammans med Tilde Fröling. Lööf har även deltagit i Fångarna på fortet och i Fråga Olle. Hon har även arbetat som programvärd på radiokanalen The Voice i Stockholm. 
Våren 2011 gav hon ut en egen singel, La La Love. År 2012 tävlade Dajana Lööf som låtskrivare i Eurovision Song Contest tillsammans med Mikaela Stenström och Dimitri Stassos med det grekiska bidraget Aphrodisiac, framfört av Eleftheria Eleftheriou. 
Bidraget hamnade på en 17:e plats i finalen.